# Partit Obrer Socialista Internacionalista
Partit Obrer Socialista Internacionalista (POSI) és un partit polític comunista de tendència trotskista i adherit a la Quarta Internacional, de la que se'n considera representant a Espanya. Fou fundat el 1980 amb militants del PSOE, Organització Quarta Internacional, Lliga Comunista i LCR, i es va inscriure al Registre de Partits el 1984.
Edita els diaris La Verdad y Combate Socialista i els seus militants joves col·laboren i impulsen una Organització Revolucionària de la Joventut (ORJ) secció de la Internacional Revolucionària de la Joventut.

## L'Organització Quarta Internacional (OCI)
La Organisation Communiste Internationaliste (OCI francesa) i la seva “Comissió Espanya”, creada per militants procedents de la secció espanyola de la IV Internacional (desapareguda el 1948), va organitzar reunions i discussions amb militants del Partit Comunista d'Espanya (PCE), Partit Socialista Obrer Espanyol (PSOE) i les Joventuts Socialistes d'Espanya (JSE), del Partit Obrer d'Unificació Marxista (POUM), amb immigrants i exiliats espanyols sense afiliació política, com a part de la lluita per la construcció d'una organització trotskista a Espanya.
El 1976 es va dur a terme una primera conferència en la que es constitueix l'Organització Quarta Internacional (OCI), adherida al Comitè d'Organització per la Reconstrucció de la Quarta Internacional (CORCI). L'OCI espanyola publicava el periòdic “Cuarta Internacional”.
La resolució de la I Conferència parteix de la incompatibilitat entre les institucions del franquisme i l'existència de llibertats democràtiques plenes i d'organitzacions obreres. L'OCI defensa: "les consignes conjuntes de República, Assemblea Constituent i dret de separació de les nacionalitats. Aquestes consignes […] són les que constitueixen avui dia el contingut de la lluita pel Front Únic de partits i sindicats de la classe obrera, el marc de la qual és el de l'Aliança Obrera". A més l'OCI afirma que la monarquia de Joan Carles "representa la temptativa de salvaguardar l'Espanya encarnada per l'Església i l'Exèrcit".
El treball vers les organitzacions tradicionals de l'esquerra no comunista (en particular PSOE, UGT i CNT) va permetre a partir de la II Conferència de l'OCI la construcció oberta de l'organització trotskista, recolzant-se en un nucli de militants que provenia de la Lliga Comunista Revolucionària el 1977.
L'OCI va plantejar el combat de la classe obrera i les seves organitzacions contra el règim emanat de la Llei de Reforma Política, al que acusava de mantenir les institucions del franquisme, a través de la seva reforma. D'aquesta manera, es va pronunciar contra tota participació en el procés de reforma política i pel boicot a les eleccions del 15 de juny de 1977. Igualment, va demanar el NO en el referèndum per a la ratificació de la Constitució Espanyola de 1978, constituint un Comitè pel No a la Constitució, juntament amb diverses organitzacions de l'extrema esquerra com Herri Alderdi Sozialista Iraultzailea (*HASI) i Langile Abertzaleen Iraultzarako Alderdia (LAIA), el Partit Socialista d'Alliberament Nacional dels Països Catalans, POUM, Esquerra Nacional i la Cordinadora Obrera d'Agrupacions Socialistes (COAS).

## Coordinadora Obrera d'Agrupacions Socialistes (COAS)
A la mort de Franco, el PSOE es reconstrueix, defensant la ruptura amb el franquisme. En el 27è Congrés el PSOE (5 a 8 de desembre de 1976, Madrid) es defineix com un partit "de masses, democràtic, federal, marxista, pluralista i internacionalista" es pronuncia per la República i defensa el marxisme i la ruptura amb el capitalisme, en un moment en què la Unió General de Treballadors emergeix també de la dictadura, reconstruint-se de forma accelerada. El Congrés defensa l'autodeterminació de les nacionalitats i l'ensenyament públic, laica i gratuïta rebutjant "les subvencions a l'ensenyament privat".
No obstant això, aquestes posicions xocaran frontalment amb la Internacional Socialista i els dirigents renovadors (Felipe González i Alfonso Guerra) que postulen un viratge cap a la socialdemocràcia. La direcció del PSOE opta per la defensa dels postulats de Felipe González i són expulsats diversos militants que discrepaven amb la línia oficial. Entre ells es trobava la direcció de l'Agrupació Socialista de Vallecas, que va acusar la direcció del PSOE de "personalisme, confusionisme, absència de democràcia interna, i pactisme decidit a portes tancades, per simples aparells burocràtics". Els expulsats de Vallecas, a qui seguiren la major part dels militants d'aquest barri, constituïren al juliol de 1977 l'Agrupació Socialista Autònoma de Vallecas, que editava el periòdic Lucha Socialista.
L'agrupació va organitzar al febrer de 1978 una conferència estatal de militants socialistes, després de la qual s'uniran altres militants socialistes de la resta d'Espanya, formant-se la Coordinadora Obrera d'Agrupacions Socialistes A partir de maig de 1978, Lucha Socialista passarà a ser òrgan de la COAS. En formaran part figures importants del PSOE com l'expresident del PSC, José Sargas Cahué, o l'ex secretari general de la UGT de València, Ricard Garrido i Cruatles.
En el 28º Congrés del PSOE (17 a 20 de maig de 1979, Madrid) la divisió es va consumar. Felipe González, que exigia la ruptura amb el marxisme, fou derrotat, i guanya la ponència defensada per Francisco Bustelo que definia al PSOE com a " partit marxista de classe". Davant això, González decidí no presentar-se com a secretari general. Davant la falta d'iniciativa d'assumir la direcció del Partit per part de l'ala esquerrana, es formà una gestora amb el mandatt de preparar un Congrés Extraordinari. Aquesta gestora, formada per José Federico de Carvajal, Carmen García Bloise, José Prat, Ramón Rubial i García Duarte, es va encarregar de modificar el reglament del congrés i es dedicarà a aïllar i expulsar els militants dissidents.
Després del Congrés Extraordinari (28 i 29 de setembre de 1979, Madrid), on s'imposa la direcció filipista i l'abandó de la política del 27è Congrés, els militants agrupats en la COAS plantegen la construcció d'un nou partit davant la impossibilitat de defensar els seus postulats dins del PSOE.

## Fundació
Del 22 al 24 de febrer de 1980 va tenir lloc a Madrid, el congrés fundacional del POSI. Els militants expulsats o que van trencar amb el PSOE i militants de l'OCI van confluir al costat de diversos militants que van intentar reconstruir el Partit Obrer d'Unificació Marxista (POUM) a Catalunya. El nou partit propugnava la lluita contra la "Transició" i la seva "Constitució monàrquica" i per la ruptura de les organitzacions obreres amb els parlaments autonòmics, que qualificaven de mancats de poders, i amb les Corts Espanyoles, "sotmeses a la monarquia".
La fundació va resultar complicada, ja que el Ministeri d'Interior, dirigit aleshores per Juan José Rosón, no va admetre la seva legalització, per tractar-se d'un partit entre els objectius del qual estava l'"enderrocament de la Monarquia" i contrari a la Constitució. Així, el mateix congrés fundacional va ser prohibit encara que el recurs interposat pel POSI va ser guanyat judicialment. Es va iniciar a partir de llavors una campanya a favor de la seva legalització. Els dies 31 d'octubre a 2 de novembre de 1980 es va celebrar un Congrés d'unificació que va reunir a militants del POSI, de la Lliga Comunista i de la Fracció Pública (constituïda per militants expulsats de la Lliga Comunista Revolucionària)
A les eleccions generals espanyoles de 1989 va promoure la coalició Alianza por la República amb altres grups d'esquerra, i a les eleccions generals espanyoles de 1993 la Coalición por un Nuevo Partido Socialista (CNPS).

## Resultats electorals
- Eleccions generals espanyoles de 1986: 21.853 vots (0,11%)
- Eleccions generals espanyoles de 2000: 12.208 vots (0,05%)
- Eleccions generals espanyoles de 2004: 8.003 vots (0,03%)
- Eleccions al Parlament Europeu de 2004: 7.976 vots (0,05%)

### Parlament de Catalunya
- Eleccions al Parlament de Catalunya de 1984: 3.433 vots (0,12%)
- Eleccions al Parlament de Catalunya de 1999: 2.784 (0,09%)
- Eleccions al Parlament de Catalunya de 2003: 4.226 (0,13%)
- Eleccions al Parlament de Catalunya de 2006: 5.632 (0,2%)